# Nadiarne
Nadiarne  (ucraniano: Над'ярне) es una localidad del Raión de Bilhorod-Dnistrovskyi en el Óblast de Odesa de Ucrania. Según el censo de 2001, tiene una población de 428 habitantes.